# Episodi di Grace Under Fire (quinta stagione)
La quinta stagione della serie televisiva Grace Under Fire è stata trasmessa in anteprima negli Stati Uniti d'America dalla ABC tra il 25 novembre 1997 e il 17 febbraio 1998.
| nº | Titolo originale         | Titolo italiano | Prima TV USA     | Prima TV Italia |
| -- | ------------------------ | --------------- | ---------------- | --------------- |
| 1  | Smells Like Victory      |                 | 25 novembre 1997 |                 |
| 2  | Grace Under Construction |                 | 2 dicembre 1997  |                 |
| 3  | Don't Ask, Don't Tell    |                 | 9 dicembre 1997  |                 |
| 4  | Mother Christmas         |                 | 16 dicembre 1997 |                 |
| 5  | A River Runs Through Him |                 | 23 dicembre 1997 |                 |
| 6  | Finders Keepers          |                 | 23 dicembre 1997 |                 |
| 7  | Riverboat Queen          |                 | 30 dicembre 1997 |                 |
| 8  | The Victory Tree         |                 | 30 dicembre 1997 |                 |
| 9  | Grace Under-funded       |                 | 6 gennaio 1998   |                 |
| 10 | Digging Up the Dirt      |                 | 13 gennaio 1998  |                 |
| 11 | Fire in the Hole         |                 | 20 gennaio 1998  |                 |
| 12 | Fall from Grace          |                 | 3 febbraio 1998  |                 |
| 13 | Grace Under Class        |                 | 10 febbraio 1998 |                 |
| 14 | Down in the Boondocks    |                 | 17 febbraio 1998 |                 |